# Liste der Bodendenkmäler in Bad Weißenstadt
Auf dieser Seite sind die Bodendenkmäler in der oberfränkischen Stadt Bad Weißenstadt zusammengestellt. Diese Tabelle ist eine Teilliste der Liste der Bodendenkmäler in Bayern. Grundlage ist die Bayerische Denkmalliste, die auf Basis des Bayerischen Denkmalschutzgesetzes vom 1. Oktober 1973 erstmals erstellt wurde und seither durch das Bayerische Landesamt für Denkmalpflege geführt wird. Die folgenden Angaben ersetzen nicht die rechtsverbindliche Auskunft der Denkmalschutzbehörde.

## Bodendenkmäler in Bad Weißenstadt

### Bodendenkmäler in der Gemarkung Voitsumra
| Lage                 | Objekt                                                       | Akten-Nr.     | Bild |
| -------------------- | ------------------------------------------------------------ | ------------- | ---- |
| Voitsumra (Standort) | Bergbauareal des späten Mittelalters und der frühen Neuzeit. | D-4-5937-0020 |      |

### Bodendenkmäler in der Gemarkung Bad Weißenstadt
| Lage                   | Objekt | Akten-Nr.     | Bild |
| ---------------------- | --- | ------------- | ---- |
| Weißenstadt (Standort) | Archäologische Befunde des späten Mittelalters und der frühen Neuzeit im Bereich der Stadtbefestigung von Weißenstadt. | D-4-5837-0008 |      |
| Weißenstadt (Standort) | Archäologische Befunde des Mittelalters und der frühen Neuzeit, darunter solche von Vorgängerbauten und Körperbestattungen, im Bereich der Evangelisch-Lutherischen Stadtpfarrkirche U. L. Frau von Weißenstadt. Siehe auch: Stadtkirche St. Jakobus (Weißenstadt) | D-4-5837-0018 |      |
| Weißenstadt (Standort) | Archäologische Befunde des Mittelalters und der frühen Neuzeit im Bereich der Altstadt von Weißenstadt. | D-4-5837-0019 |      |
| Weißenstadt (Standort) | Mittelalterlicher Burgstall Rudolfstein. Siehe auch: Burgstall Rudolfstein | D-4-5937-0007 |      |
| Weißenstadt (Standort) | Freilandstation des Mesolithikums sowie verebnetes Pingenfeld des Mittelalters und der frühen Neuzeit. | D-4-5937-0019 |      |
| Weißenstadt (Standort) | Tagebauareal des späten Mittelalters und der frühen Neuzeit. | D-4-5937-0021 |      |

### Bodendenkmäler in der Gemarkung Weißenstadter Forst-Süd
| Lage                   | Objekt                                                       | Akten-Nr.     | Bild |
| ---------------------- | ------------------------------------------------------------ | ------------- | ---- |
| Weißenstadt (Standort) | Bergbauareal des späten Mittelalters und der frühen Neuzeit. | D-4-5937-0020 |      |